# Vingad pil
Vingad pil är ett konventionellt släktnamn på en medeltida frälsesläkt från  Östergötland som i slutet av 1200-talet i vapnet förde en vingad pil, en pil med vingar.

## Historik
Ätten härstammade från Birger jarls bror Elof. Hans fadersnamn är inte känt, och på grund av att hans barn använde ett sigill med en vingad pil har man antagit att han var son till Ingrid Ylva i ett andra gifte. Namnet på Elofs hustru(r) är okänt. Det är också ovisst om han själv förde det vapen ("vingad pil") som hans barn gjorde.

### Släkttavla
Elof hade flera barn, vilka alltså var kusiner till kung Valdemar Birgersson:
1. Bengt Elofsson (vingad pil) var son till Birger jarls bror Elof, och är den förste som för ett vapen med en pil med vingar. Han nämns i Svenskt Diplomatariums huvudkartotek som Omnibus christi fidelibus presentes inspecturis, Benedictus eleph son salutem in domino sempiternam Propter hominum labilem memoriam, när han i en kungörelse i februari år 1293 meddelar att skog och mark tillfallit ’fröknarna’ Ingeborg och Margareta som arv efter deras far, utfärdarens svärfar, med samtycke av utfärdarens hustru Katarina och hennes syster Birgitta. Vittnen är Lars Boberg, Rörik Birgersson och Algot Jonsson, vilka även tillsammans med utfärdaren är sigillanter.
  1. Margareta Bengtsdotter (vingad pil) (~1295 - )
  2. Helga Bengtsdotter (vingad pil) (- 1393), Hon var först gift med tiohäradslagmannen Sune Jonsson (Båt), av Erengisle Sunessons ätt, äktenskapet var barnlöst. Änka åtminstone sedan 12 oktober 1339. Andra gången gift 1350 med Magnus Knutsson (Aspenäsätten).
2. Ingeborg Elofsdotter (vingad pil), gift med riddaren, lagmannen i Södermanland och riksrådet Anund Haraldsson (vingad lilja) (död 1291) med vilken hon fick dottern Helga Anundsdotter (vingad lilja), som gifte sig med först med drots Magnus Ragvaldsson (död 1285) och sedan med Rörik Birgersson och blev mor till Margareta Röriksdotter. Ingeborg ärvde efter sin make en del gårds- och jordinnehav, bland annat två gårdar i Åsby utanför Arboga.
3. Cecilia Elofsdotter (vingad pil), gift med Magnus Karlsson (Lejonbalk).
4. Sigmund Elofsson (vingad pil), var gift med Bengta Jonsdotter, dotter till Jon Knutsson (Aspenäsätten). 
  1. Deras dotter Cecilia Sigmundsdotter var gift med Magnus Bengtsson (Ulv).[2]